# يوغي كوزكي
يوغي كوزكي (باليابانية: 古関裕而؛ بالكانا: こせき ゆうじ) هو كاتب وملحن ياباني، ولد في 11 أغسطس 1909 في فوكوشيما في اليابان، وتوفي في 18 أغسطس 1989.

## وصلات خارجية
- يوغي كوزكي على موقع IMDb (الإنجليزية)
- يوغي كوزكي على موقع ميوزك برينز (الإنجليزية)
- يوغي كوزكي على موقع قاعدة بيانات الفيلم (الإنجليزية)